# Димитър Стоянов (просветен деец)
Вижте пояснителната страница за други личности с името Димитър Стоянов.
Димитър Стоянов Гогушев - Митата е български комунист, член на Околийския комитет на Българската комунистическа партия в Петрич, околийски училищен инспектор, основна фигура в съпротивата срещу насилствената македонизация в Петричко в 1947 - 1948 година.

## Биография
Димитър Стоянов е роден в село Горни Порой, Демирхисарско. Член е на БРП (к) и след Деветосептемврийския преврат от 1946 до 1948 година е околийският училищен инспектор в Петрич. Стоянов отстоява българщината на македонското население и е открит противник на налаганата от комунистическата партия политика на македонизация в Пиринска Македония. През зимата на 1948 година Стоянов се обявява против действията на изпратените от Скопие учители, против изучаването на „македонски литературен език“, против използването на тази норма в преподаването и изучаването на „македонска история“. Многократно пише до Областния комитет на БРП(к) и до различни партийни форуми с критики към македонизаторската политика и иска нейното спиране. На отчетно-изборната конференция на градската партийна организация в Петрич на 14 март 1948 година Стоянов отговаря на критики, че нищо не е направено с повдигането на македонското национално съзнание: „Тоя език, който сега се преподава (и как само се преподава?), той е много отвлечен и несвойствен за нашия край... ...децата четат български, а македонски не могат да го разберат... С въвеждането на тоя език вместо да вървим напред, той ни връща назад...“ Изказването на Стоянов е определено от инструктора на ЦК на БРП (к) Велик Бояджиев като „антипартийно“. На околийската партийна конференция в отчетния доклад на петричката организация „вражеското“ отрицателно отношение на Стоянов е обявено за основна причина за провала на курсовете по македонски език - които в Петрич се посещават слабо, а в селата изобщо не са организирани. Стоянов е обявен за „великобългарин“, който смята изучаването на македонски език за „реакционно действие“, а учителите в града, тъй като не били добри отечественофронтовци го подкрепяли. На конференцията Стоянов повтаря казаното на градската конференция. Заявява, че „работата по изучаването на македонски език не отговаря на никакви педагогически изисквания, не се застъпва никакъв метод на преподаване. Македонският език се чувства от децата като чужд“. Според него привличането на учители от Скопие и въвеждането на „македонски език“ е грешка, „отношението на учениците към езика е подигравателно“. Критики към Стоянов и околийския комитет в Петрич на конференцията отправят Велик Бояджиев и бившият секретар на областния комитет на БРП (к) Кръстьо Стойчев.
През март 1948 година родители и Стоянов пишат на министъра на просветата Кирил Драмалиев, също умерен противник на македонизацията, който препраща писмото до Оргбюро при ЦК на БРП (к):
| „ | Г-н Министре. Изненадан е българският народ от Горноджумайска област от съобщенията за въвеждане на македонски език. Не може с нищо да се обясни, защо му се отнема говоримият език и му се натрапва напълно стъкмен, който е по-скоро сръбски, но не и македонски. Защо се позволява да се въвежда в училищата и ни се мъчат децата на този бабински език. Защо се заробява народът ни духовно. Малко ли бе под турско и гръцко, та сега и под сръбско. С въвеждането на този език се туря кръст на българския език в този край. С небивало темпо се разпространява тук македонският език от най-различни хора и по различен начин, от официални и неофициални хора. Учениците се заплашват с изключване, а учителите с уволнение, ако не възприемат този език. Българските учители се задължават да посещават македонските курсове за възприемане на езика, след което да започнат да го преподават на децата този език, да станат предатели към род и родина. Целта е ясна, нанасяне смъртен удар на българщината. Страшен шовинизъм се шири от новодошлите неуки македонски учители против българите. Забранява се отпразнуването на празниците на видните български дейци. С отвращение слушаме да се говори, че българите са окупатори и мъчители на македонския народ. Не помнят дедите ни, па и ние да е имало отделна македонска държава и отделен език. Историята ни е все една и съща. Ние бяхме бити, гонени от турците и гърците, защото сме българи. Носим името македонци, както го носят тракийците, добруджанците, но сме българи. Ние сме поставени при много по-тежко положение, отколкото малцинствата - турци, евреи, цигани и власи. Те си имат училища, в които си учат своя език, а на нас, на нашите деца, се забранява. Нас ни заставят да се отричаме от нацията си и да възприемаме друга. Какво падение! Господин министре, Ние желаем този въпрос да се проучи. Ако сте решили да ни предадете на друга държава, то поне ни отворете малцинствени училища, в които да можем пращаме децата си и си изучават българския език, както го правят другите народности. Господин Министре. Вие знаете ли, че в новата македонска държава съществуват всички видове училища, само не и български, и не се позволява да се четат никакви български вестници и книги. Какво показва всичко това? Демокрация ли? Така се прави и тук и то още сега, когато сме под българско управление. По всичко личи, че тази област е продадена, но историята ще съди виновниците за това, както ще съди и ония, които продадоха Западна Тракия. Искаме да проверите тези факти, за да се уверите... | “ |

Заради дейността си Стоянов става един от най-критикуваните от властите просветни дейци за неправилна политика по Македонския въпрос, както от партийните и държавните органи в Горноджумайска област, така и на държавно равнище. Членовете на областния комитет на БКП Георги Хаджииванов и Георги Мадолев, пристигат в Петрич, за да ликвидират „колебанията“ по изпълнението на решенията на Х пленум на ЦК на БРП (к) за внедряване на македонско национално съзнание и използват обиди и заплахи. Хаджииванов заплашва Стоянов, че след присъединението на Пиринска Македония към Югославия, Стоянов ще е първият, когото ще разстреля.
За дейността си Стоянов е обявен за „великобългарски шовинист“ и изключен от Комунистическата партия.
В 1971 година Георги Хаджииванов заявява: „В Областния комитет на партията и Отечествения фронт знаехме, че Петричкият околийски комитет има колебания по изпълнението на решенията на X пленум... Наложи се да ги предупредим много сериозно. Обстановката беше доста напрегната. Аз и Г. Мадолев се престарахме... Поведението на Д. Стоянов оказа силна подкрепа на противниците на партийната линия, особено сред интелигенцията. Животът потвърди, че той беше на прав път“.
По-късно напуска със семейството си Петрич и се установява в село Божурище, Софийско. Почива в град София.

## Бележкки
1. 1 2 3 4 5  Ангелов, Веселин. Документи за денационализаторската политика на БРП (к) в Пиринска Македония (1946 г. – 1948 г.) //   Македонска трибуна.  Архивиран от оригинала на 2018-12-16.
2. 1 2  Германов, Стоян. Македонският въпрос 1944 – 1989. Възникване, еволюция, съвременност.   София, Македонски научен институт, 2012. ISBN 978-954-8187-84-8. с. 82.
3. ↑  Мичев, Добрин. Македонският въпрос и българо-югославските отношения (9 септември 1944 - 1949).   София, Университетско издателство „Св. Климент Охридски“, 1994. ISBN 954-07-0182-1. с. 357.
4. 1 2  Ангелов, Веселин. Хроника на едно национално предателство.   Благоевград, Университетско издателство „Неофит Рилски“, 1999. ISBN 954-680-103-8. с. 220.
5. 1 2  Ангелов, Веселин. Хроника на едно национално предателство.   Благоевград, Университетско издателство „Неофит Рилски“, 1999. ISBN 954-680-103-8. с. 221.
6. ↑  Ангелов, Веселин. Хроника на едно национално предателство.   Благоевград, Университетско издателство „Неофит Рилски“, 1999. ISBN 954-680-103-8. с. 222.
7. 1 2  Ангелов, Веселин. Хроника на едно национално предателство.   Благоевград, Университетско издателство „Неофит Рилски“, 1999. ISBN 954-680-103-8. с. 223.
8. 1 2 3  Германов, Стоян. Македонският въпрос 1944 – 1989. Възникване, еволюция, съвременност.   София, Македонски научен институт, 2012. ISBN 978-954-8187-84-8. с. 83.